# Adhémar de Monteil
Pour les articles homonymes, voir Adhémar de Monteil (homonymie), Adhémar et Monteil.
Adhémar ou Adémar de Monteil, né vers 1055 et mort le 1er août 1098 à Antioche, est un évêque du Puy de 1077 à 1098, et le légat pontifical de la première croisade.

## Biographie

### Famille et jeunesse
Les origines d'Adhémar, que l'on trouve également sous les formes Aymar ou Adémar, ne sont pas connues. Charles Rocher, auteur d'une notice (1870), indiquait qu'il était originaire du Valentinois. Il pourrait vraisemblablement être issu des comtes de Valence (Valentinois). La chronique de Saint-Pierre du Puy le dit formellement : dominus Ademarus, filius consulis provinciae Valentinensis (ici consul peut être synonyme de comte). Des traditions, fausses, le donnaient issu des rois wisigoths, voire de Charlemagne. 
Il aurait pour frères, Lambert François, seigneur de Peyrins et Guillaume Hugues, qui hérite de Monteil à la mort de son frère.
L'historien Jules Chevalier (1897) indiquait que selon « le cartulaire de Saint-Barnard de Romans, [il serait] frère de Lambert-François, seigneur de Peyrins, et appartiendrait donc à l'illustre famille des seigneurs de Royans. » Plus loin, l'historien précisait qu'il pourrait être ainsi le fils de Hugues, fils du comte de Valence, Ademar/Adhémar/Aimar, et petit-fils du comte Lambert. En effet, d'après un acte du Cartulaire de Cluny (no 3010), Hugues est mentionné aux côtés de ses trois fils : Guillaume, Adhémar et Lambert. L'auteur avançait ainsi l'hypothèse de la ressemblance avec les trois frères précités.
Il pourrait être le fils d'un seigneur de Monteil, Armann Rotboldus et Adalhisia.
Il semble être issu de la maison d'Adhémar, famille noble du Dauphiné, celle des seigneurs de Monteil.[réf. nécessaire]
Il semble, position d’aîné oblige, qu’il ait été d’abord destiné à une carrière militaire avant d’entrer en religion, mais cette période de sa vie est particulièrement mal documentée. Toujours est-il qu’au cours de la croisade, il prend une part active à celle-ci. On ignore également les raisons et les circonstances dans lesquelles il rejoint le clergé, mais on peut supposer, étant donné son parcours, qu'il le fait par vocation.

### Évêque du Puy

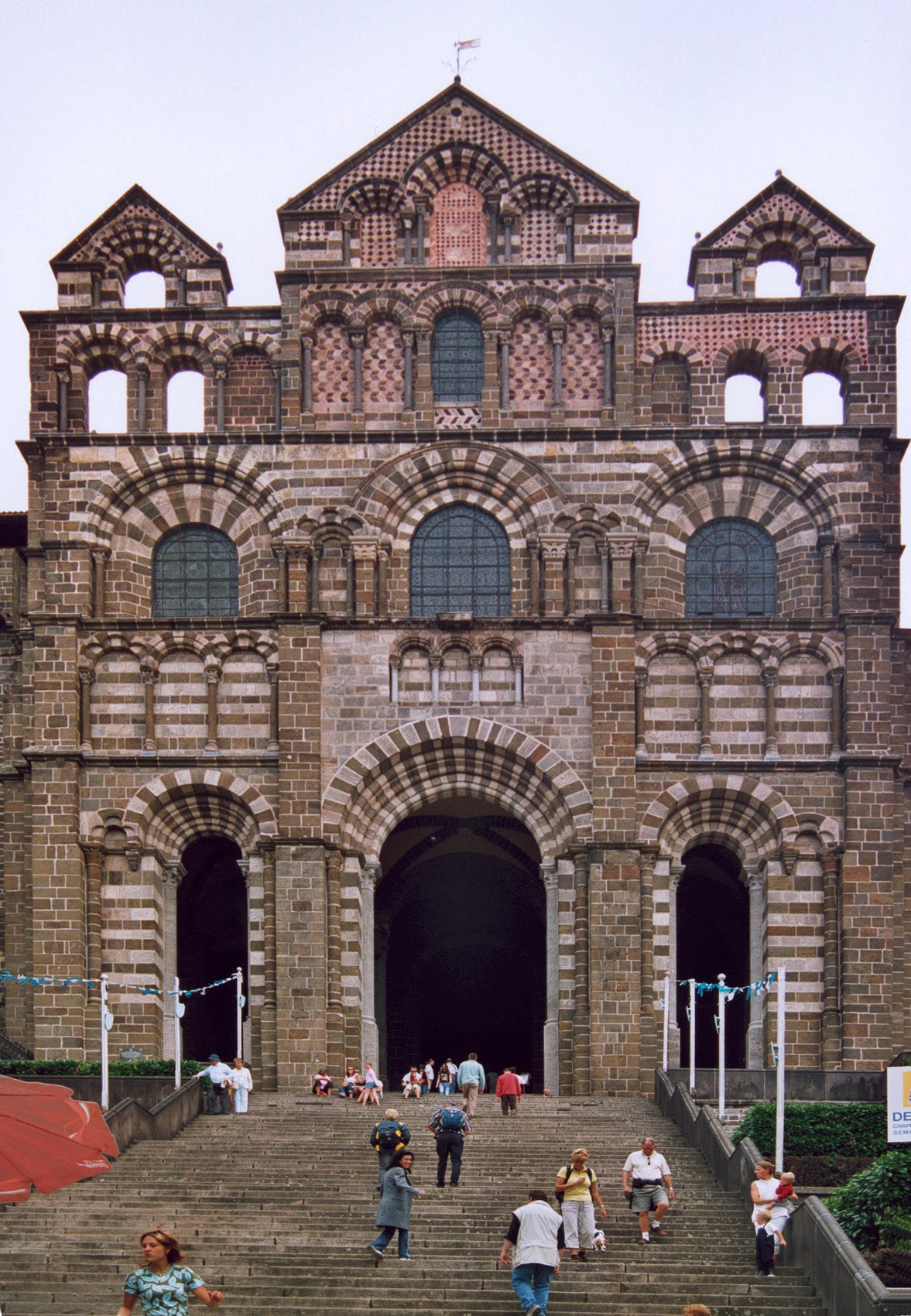
La cathédrale du Puy, construite au XIIe siècle

Étienne de Polignac, évêque de Clermont (1053-1073), puis du Puy-en-Velay (1073-1077) est excommunié en février 1076 comme simoniaque. L'évêque refusant d’obéir à Hugues de Die, le légat chargé de faire exécuter ces décisions, le pape Grégoire VII renouvelle le 20 mars 1077 l’excommunication, le dépose et ordonne aux chanoines du Puy de ne plus obéir à Étienne de Polignac et de choisir un nouvel évêque. Le choix de ces derniers se porte sur Adhémar de Monteil.
Adhémar favorise dans son nouveau diocèse la réforme grégorienne, mais entre en lutte avec la noblesse locale, et notamment la maison de Polignac, qui avait forcé les précédents évêques à leur céder le tiers des revenus du diocèse. Les Polignac ne sont pas les seuls à s'opposer à l'évêque, les chevaliers de Ceyssac s’emparent des biens de l’église de Saint-Hilaire du Puy et le seigneur de Mézenc moleste les paysans de l’abbaye de Saint-Chaffre. Adhémar doit parfois recourir à l’excommunication pour mettre fin à leurs abus et leurs exactions.
Adhémar aurait effectué un pèlerinage à Jérusalem en 1086, selon la Chronique de Saint-Chaffre. La chronique Saint-Pierre du Puy précise que le 20 décembre 1086, Guillaume, prieur de Saint Laurent de Grenoble est élu abbé de Monastier, mais que comme l’évêque se trouve en pèlerinage, l’ordination ne peut être faite qu’au début de l’année 1087, au retour d’Adhémar. Sur les trois copies de cette chronique, deux seulement précisent que le pèlerinage a pour destination Jérusalem. Durant cette période, les routes de Jérusalem étaient fermées par les Turcs seldjoukides, et le voyage à Jérusalem ne pouvait se faire que par mer. En conclusion, Adhémar de Monteil est probablement parti en pèlerinage en 1086, mais sa destination exacte, Jérusalem, reste incertaine.
En 1087, il fait donation d’Usson à l’abbaye de la Chaise-Dieu, acte dont le comte Raymond de Saint-Gilles est témoin.

### La première croisade

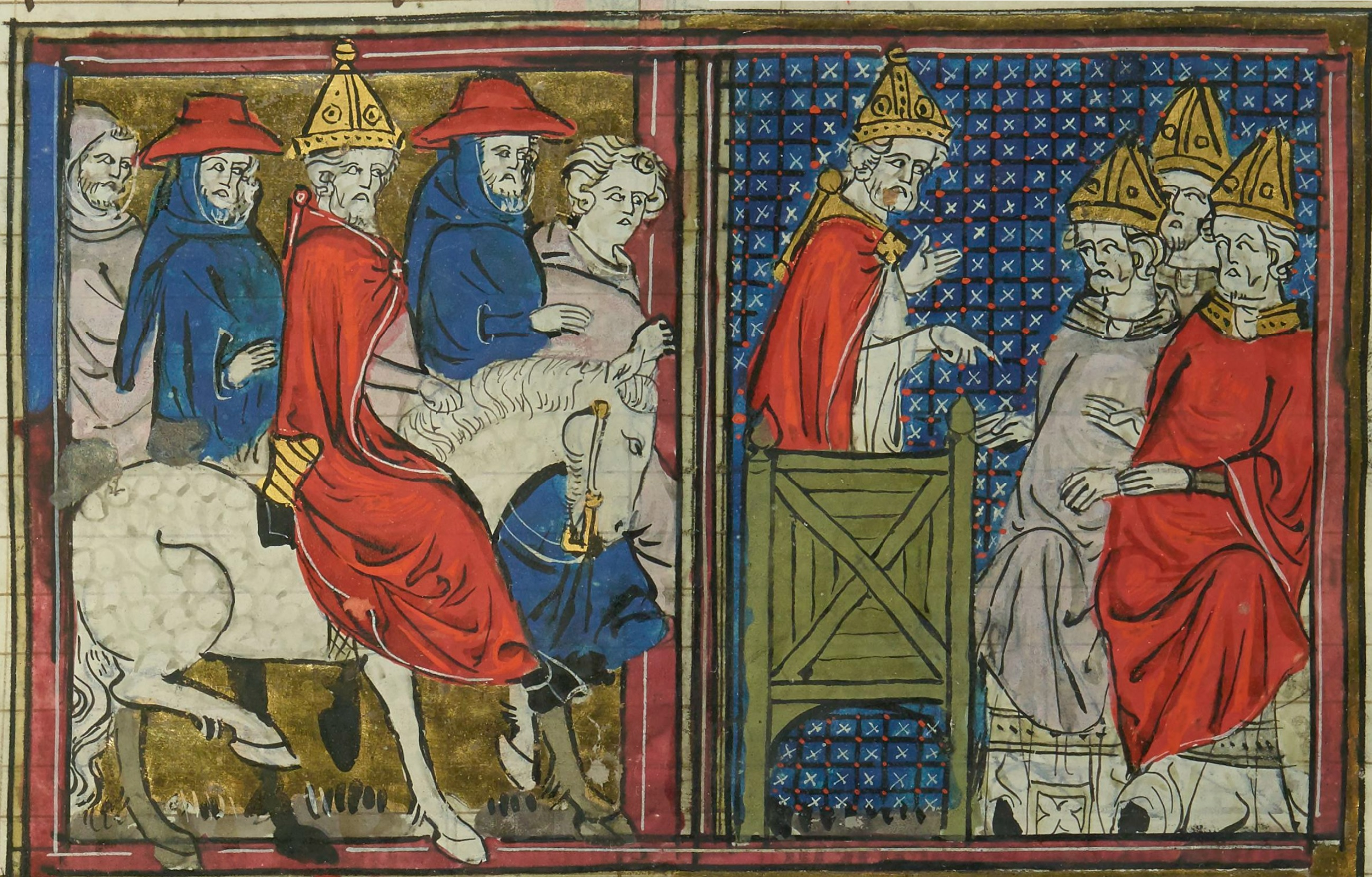
Urbain II au concile de Clermont
Roman de Godfroi de Bouillon (XIVe siècle)

Adhémar participe au concile de Clermont qui s’ouvre le 18 novembre 1095. Durant une dizaine de jours, le concile prend des dispositions pour lutter contre la simonie, d’autres pour préciser l’investiture des clercs par des laïcs et pour régler le problème matrimonial du roi de France. Le dernier jour du concile, le 27 novembre 1095, le pape appelle solennellement la chrétienté à secourir l’empire byzantin et à délivrer les Lieux Saints. Enthousiasmé par l’entreprise, Adhémar est le premier à s’engager dans la croisade, suivi de peu par Raymond de Saint-Gilles.
Très rapidement, le pape nomme Adhémar légat pontifical et chef spirituel de la Croisade. Durant l’année 1096, Adhémar effectue des donations, réunit les sommes nécessaires à l’expédition et met au point avec Raymond de Saint-Gilles les dispositions pour le regroupement de l’armée provençale. Cette armée, regroupant des soldats aquitains, toulousains et provençaux, quitte Le Puy-en-Velay au milieu du mois d’octobre 1096 pour prendre la direction de Constantinople. Leur armée franchit les Alpes, traverse la Lombardie et Milan, suit la côte dalmate et rejoint Durazzo, qui se trouve dans l’Empire byzantin.
Jean Comnène, neveu de l’empereur Alexis Ier Comnène et gouverneur de Durazzo, fait accompagner et surveiller l’armée croisée par des troupes petchénègues, des mercenaires ouraliens au service de Byzance, pillards à l’occasion. Entre ces derniers et les croisés les incidents se multiplient sur la route de Constantinople. En février 1097, à proximité d’Ochrida, Adhémar est renversé de sa mule et frappé par des mercenaires qui voulaient s’emparer de son or ; il n’est sauvé que par l’un des mercenaires qui le protège de ses compagnons. À la suite de cet incident, Adhémar tombe malade et s’arrête à Salonique au début du mois de mars avec une petite troupe, tandis que l’armée provençale continue sa route et atteint Constantinople le 27 avril. Excédé par ces incidents et considérant les Byzantins avec méfiance, Raymond de Saint-Gilles refuse de prêter le serment d’allégeance qu’exige l’empereur. Adhémar, qui arrive un peu plus tard, parvient à apaiser la querelle et Raymond se borne à s’engager à ne pas combattre l’empereur et à ne pas s’attaquer à ses intérêts.

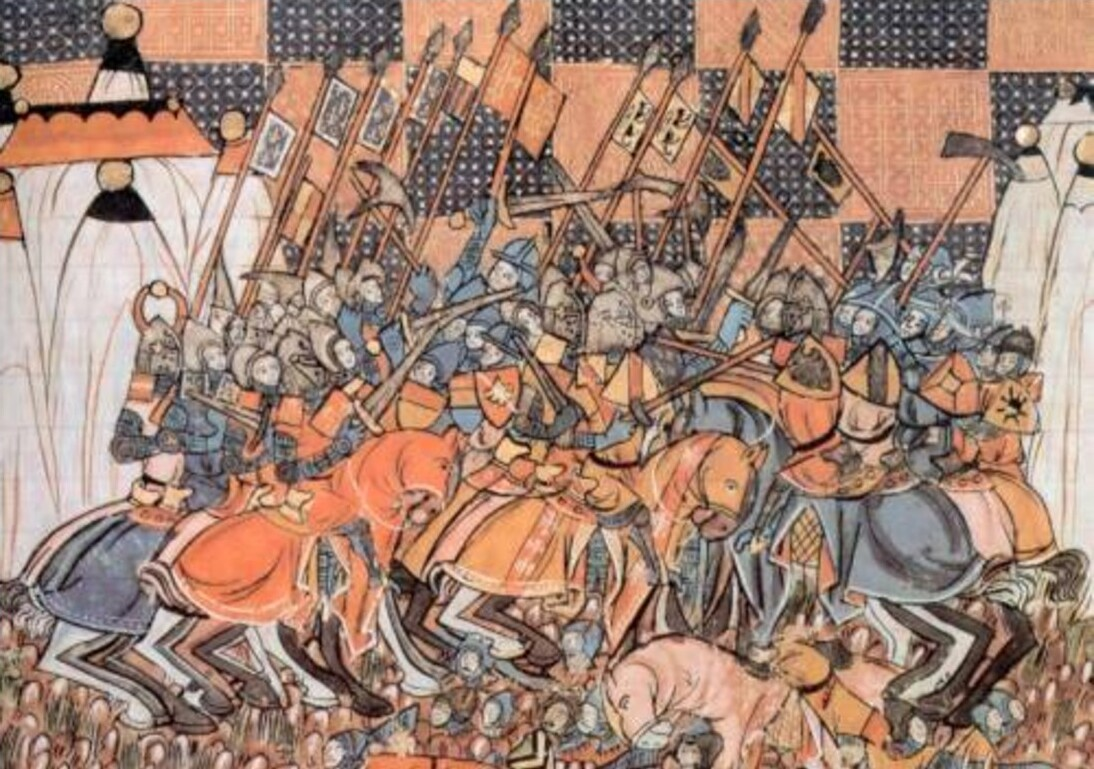
La bataille de Dorylée.
Histoire d'Outremer, XIVe siècle, BNF

Les quatre armées croisées ont fait leur jonction à Byzance, traversent le Bosphore et mettent le 16 mai 1097 le siège devant Nicée, alors aux mains des Turcs Seldjoukides. Raymond, Adhémar et les Provençaux gardent la porte sud, par laquelle les secours sont susceptibles d'arriver. Ce fut le cas à plusieurs reprises, mais l’armée provençale les repousse. La ville capitule et se rend à l’empereur byzantin, au grand déplaisir des croisés qui espéraient piller la ville.
Puis les croisés font route à travers l’Anatolie, en direction de la Terre sainte. À Dorylée, l’armée normande de Bohémond de Tarente et de Robert Courteheuse est surprise par les Seldjoukides (1er juillet 1097), mais l’armée provençale arrive à temps pour les secourir et remporter la victoire. Enfin, le 8 octobre 1097, les armées croisés arrivent en vue de la ville d’Antioche.
Le siège commence le 20 octobre et durera huit mois. La plupart des conseils se passent dans la tente d'Adhémar. Malgré deux victoires contre des armées de secours (Duqâq de Damas fin novembre 1097 et Ridwan d’Alep le 9 février 1098) et l’arrivée de renforts (en mars, sous la conduite d’Edgar Atheling)[réf. souhaitée], le manque de vivres, le séisme du 30 décembre 1098 et l’apparition d’une aurore boréale sèment le doute chez les croisés, qu’Adhémar doit s'employer à chasser. Enfin, Bohémond de Tarente négocie avec Firouz, un habitant d’Antioche qui ouvre les portes de la ville aux croisés le 3 juin. Il était temps, car une troisième armée musulmane de secours, conduite par Kerbogha, atabeg de Mossoul, arrive le lendemain et assiège à son tour Antioche, qui n’a pu reconstituer ses réserves de vivres.

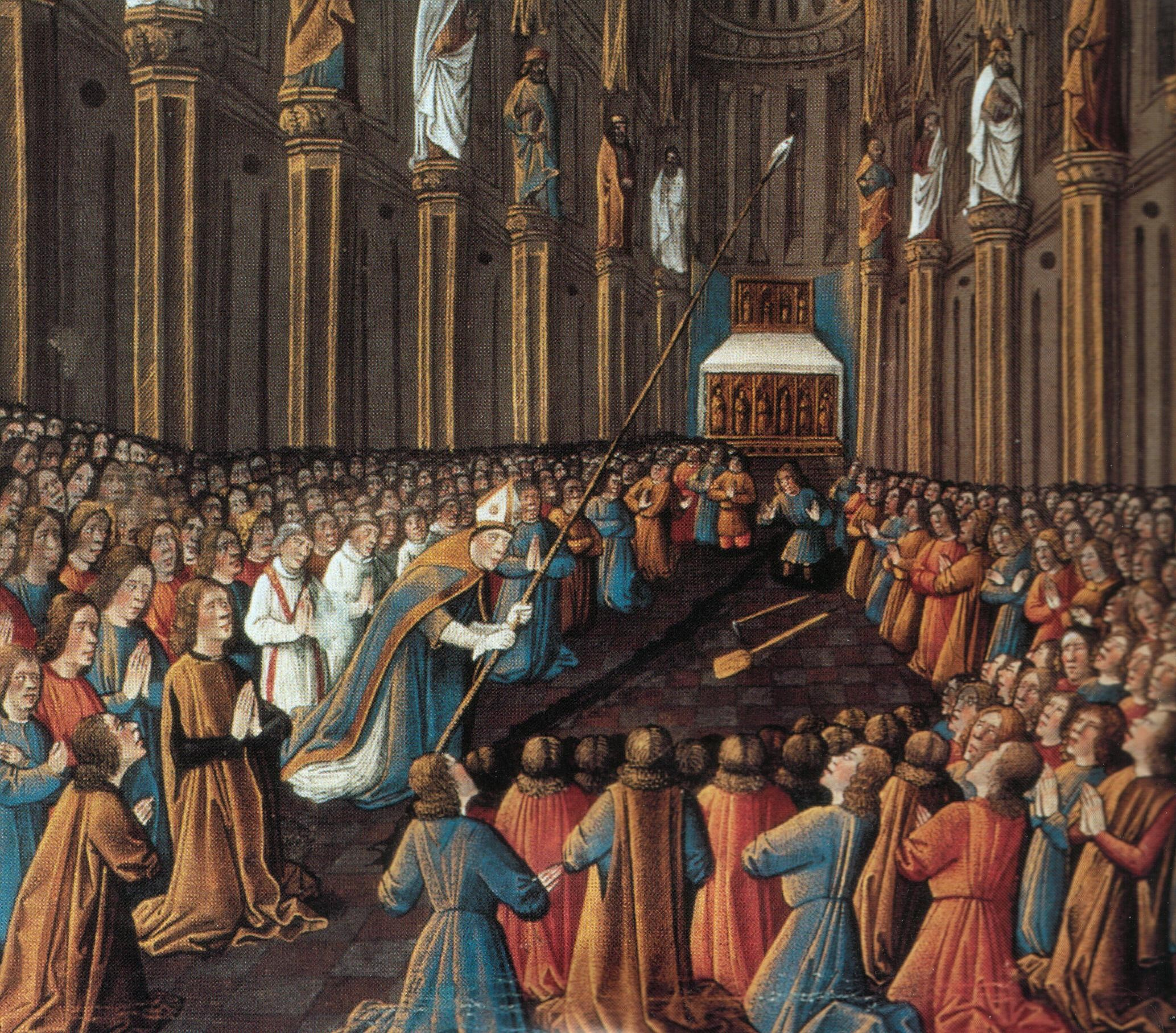
Découverte de la Sainte-Lance. Miniature de Jean Colombe tirée des Passages d'outremer de Sébastien Mamerot, vers 1474. BNF, Fr.5594, f67v.

La situation semble critique quand le 10 juin, un prêtre provençal, Pierre Barthélémy, annonce à Raymond de Saint-Gilles et à Adhémar que le Christ lui est apparu en rêve et lui a révélé le lieu où est caché la Sainte Lance. Adhémar, connaissant l’existence d’une relique similaire à Constantinople, n’attacha pas d’importance au récit, tandis que le comte de Toulouse le croit et fait entreprendre des fouilles pour la retrouver. Sans être le moins convaincu par cette découverte, Adhémar garde le silence et laisse la conviction des croisés stimuler leur enthousiasme. Le 28 juin, les croisés effectuent une sortie et attaquent le camp musulman. Adhémar commande une des divisions, précédé d’un chapelain, Raymond d’Aguiliers, qui porte la Sainte Lance, et prend une part très active à cette bataille. L’armée de Kerbogha est écrasée, et les croisés s’emparent de ses vivres et de ses richesses.
Après cette victoire, Adhémar doit arbitrer la querelle entre Bohémond et Raymond, le premier voulant prendre possession de la ville et y fonder une principauté, le second déclarant qu’en vertu de la parole donnée à Constantinople, Antioche devait être rendue à l’empereur. Adhémar cherche également à persuader les barons et les chevaliers croisés à reprendre la route de Jérusalem, avant que les Musulmans ne se ressaisissent et n’opposent une trop forte résistance à la progression de la croisade.
Mais il meurt le 1er août 1098 lors d’une épidémie indéterminée. Sa mort laisse un vide à la tête des armées croisées car, ami et envoyé du pape, il était le seul chef dont personne ne contestait l’autorité. Pendant le siège de Jérusalem, certains croisés prétendent l’avoir vu en apparition et qu’il leur aurait ordonné d’organiser une procession autour des murs de la ville, ce qui fut fait.

### Anecdote
Le moine Albéric des Trois-Fontaines mentionne dans sa Chronique qui va depuis la création jusqu'en 1241 qu'Adhémar de Monteil est l'auteur de l’hymne Salve Regina, nommé pour cette raison « antienne du Puy ». Mais L. Brehier précise que "ce témoignage se heurte à de nombreuses contradictions".

### Adhémar et les Grecs orthodoxes
Au cours de sa mission, Adhémar n’a jamais tenté d’imposer la suprématie de l’Église latine. Lorsque Antioche est prise, il purifie la basilique Saint-Pierre qui était devenue une mosquée et y instaure un clergé composé de grecs et de latins. Son rôle dans la croisade est de la guider vers les Lieux Saints sans tenter de ramener le clergé grec à l’obédience à Rome, ni d’imposer la primauté du pape sur toute la Chrétienté. Mais les premiers contacts entre les Croisés et les Grecs renforcent la méfiance mutuelle et après sa mort le fossé entre Rome et Constantinople s’accroît.